# Джонатан Сьодерстрьом
Джонатан Сьодерстрьом (швед. Jonatan Söderström; також відомий під псевдонімом Cactus; нар. 9 жовтня 1985, Швеція) — шведський розробник відеоігор, найзнаніший як співавтор і програміст ігор Hotline Miami (2012) та Hotline Miami 2: Wrong Number (2015).

## Життєпис і світогляд
Джонатан Сьодерстрьом народився 9 жовтня 1985 року у Швеції. Хоча він найзнаніший як співавтор і програміст ігор Hotline Miami (2012) та Hotline Miami 2: Wrong Number (2015), до цього Сьодерстрьом розробив понад 40 невеликих безкоштовних ігор, багато з яких були розглянуті та високо оцінені навіть у мейнстрімній пресі про відеоігри. Одна з його ігор, Clean Asia!, була номінована на Independent Games Festival у 2008 році як за найкращу візуальну роботу, так і за найкращий звук.
У 2010 році за свою головоломку Tuning здобув нагороду Nuovo Award IGF, яку присуджують за нетрадиційну розробку ігор.
Всі ігри Сьодерстрьома до Hotline Miami були створені за допомогою рушія Game Maker, в чиїй спільності він був одним з найвпливовіших розробників. 2009 року На GDC він був запрошений до слова, де виступив з доповіддю під назвою «Чотиригодинний дизайн ігор», в якій описав методи, які він використовує у створенні своїх ігор.
На запитання про його стиль геймдизайну в інтерв'ю, Сьодерстрьом відповів: «Варіативність може бути гарною, але так само гарною може бути і послідовність. Коли я створюю ігри, я намагаюся тримати їх уніфікованими і доречними, щоб не відходити занадто далеко. Це також одна з причин, чому більшість моїх ігор такі короткі: коли я відчуваю, що хочу повернути гру в новому напрямку, я зазвичай досліджую цей новий напрямок в окремій грі». Це також пояснює незвично високу продуктивність концентрованих ігор Сьодерстрьома, більшість з яких були розроблені протягом двох років.

## Ігри
- Akuchizoku
- Ad Nauseam
- Ad Nauseam 2
- Air Pirates
- BlockOn!
- Brave Karma Warriors
- Brain-Damaged Toon Underworld
- Burn The Trash
- Clean Asia!
- Crazy Patterns
- Dear Agent
- Death Party
- Decontrologic
- DEEP/WING/BREAK
- Dungeon
- EVAC
- Fractal Fighter
- Fuck Space!
- GAMMA IV
- God Came To The Cave
- Hide From The Sea
- Hot Throttle
- Hotline Miami
- Hotline Miami 2: Wrong Number
- Illegal Communication
- Insect Invade 2
- Keyboard Drumset Fucking Werewolf
- KrebsWelte
- Krytza
- Life Is A Race!
- Life/Death/Island
- Lovecraft Game
- Malicious A.I
- Minubeat
- Mondo Agency
- Mondo Medicals
- MSoids
- Ninja Flu
- Nordic Game Jam: The Game
- Norrland
- Precision
- Super Carnage
- Protoganda II
- Protoganda: Strings
- Psychosomnium
- Retro II
- Retro 4
- RETROfuture
- Saru Ga Daisuki
- Seizuredome
- Silent Chain
- Shotgun Ninja
- Space Fuck!
- Stallions In America
- Ted's Wet Adventure
- The Birthday
- The Design
- THIS IS INFINITY
- Tuning  (переможець в номинації «Sublime Experience» на IndieCade в 2009 році)[6]
- Unholy Stage
- Xoldiers
- xWUNG